# Hyper Text Caching Protocol
Das HTCP (Hyper Text Caching Protocol) ist in ein von der Internet Engineering Task Force (IETF) standardisiertes Protokoll (RFC 2756) für HTTP-Caches und gespeicherte Daten.
Es dient der effizienten Verwaltung und Überwachung eines Puffer-Speichers (Cache), der direkte Zugriffe auf Server minimiert.
Das Protokoll wird mit dem User Datagram Protocol (UDP) übertragen, optional auch mit dem Transmission Control Protocol (TCP). 
HTCP soll weitere Cache-Protokolle wie Internet Cache Protocol (ICP), Web Cache Control Protocol (WCCP) und Cache Array Routing Protocol (CARP) ablösen.